# Liste der Kulturdenkmale in Kiel-Altstadt
In der Liste der Kulturdenkmale in Kiel-Altstadt sind alle Kulturdenkmale des Stadtteils Altstadt der schleswig-holsteinischen Landeshauptstadt Kiel aufgelistet (Stand: 14. April 2025).

## Legende
In den Spalten befinden sich folgende Informationen:
- Objekt-ID: die Nummer des Kulturdenkmales
- Lage: die Adresse des Kulturdenkmales und die geographischen Koordinaten. Kartenansicht, um Koordinaten zu setzen. In der Kartenansicht sind Kulturdenkmale ohne Koordinaten mit einem roten Marker dargestellt und können in der Karte gesetzt werden. Kulturdenkmale ohne Bild sind mit einem blauen Marker gekennzeichnet, Kulturdenkmale mit Bild mit einem grünen Marker.
- Offizielle Bezeichnung: Bezeichnung des Kulturdenkmales
- Beschreibung: die Beschreibung des Kulturdenkmales
- Bild: ein Bild des Kulturdenkmales

## Sachgesamtheiten
| Objekt-ID      | Lage                                      | Offizielle Bezeichnung                            | Beschreibung | Bild                             |
| -------------- | ----------------------------------------- | ------------------------------------------------- | --- | -------------------------------- |
| 14753 Wikidata | Alter Markt (54° 19′ 24″ N, 10° 8′ 22″ O) | Alter Markt 15, 16, 17–19, 17, 18–20, Alter Markt | Alter Markt; 1971–1972 Umgestaltung und Neubebauung durch Wilhelm Neveling unter Aufnahme ursprünglich städtebaulicher Gegebenheiten und Wiederherstellung der räumlichen Abtrennung der Nikolaikirche sowie der ehem. Rosenstraße. Gruppierung von sechs, die schiefwinklige Grundform des nun vertieften Platzes berücksichtigenden, sechseckigen Pavillons mit verglasten Fronten und gefalzten Kupferblechdächern; Brunnen und Stelen von Bildhauer Max Sauk - Begründung: geschichtlich, wissenschaftlich, künstlerisch, städtebaulich - Schutzumfang: vier Marktpavillons (Alter Markt 15, 16, 17, 18-20), Kellergewölbe Altes Rathaus (Alter Markt 17-19), Brunnen, 14 Betonstelen | weitere Fotos \| Fotos hochladen |

## Mehrheit von baulichen Anlagen
| Objekt-ID | Lage                                                             | Offizielle Bezeichnung                    | Beschreibung | Bild                             |
| --------- | ---------------------------------------------------------------- | ----------------------------------------- | --- | -------------------------------- |
| 50192     | Alter Markt 1-3, Kehdenstraße 1 (54° 19′ 23″ N, 10° 8′ 20″ O)    | Kaufhaus Jacobsen                         | Kaufhaus Jacobsen; 1906/07 Franz Brantzky, Wiederaufbau um 1950 sowie Erweiterungsbau zur Kehdenstraße 1934 von Ernst Stoffers, nordöstliche fünfgeschossige Blockrandbebauung des Alten Markts unter an den Ecken abgerundetem, auskragendem Flachdach, Fassade durch gleichmäßige Fensterreihen bestimmt: ältere Bauteile mit Fensterachsen zwischen Lisenen mit Maskenköpfen, jüngere Bebauung mit Dreierfenstergruppen in Werksteinrahmung, zur Kehdenstraße Kunstkeramikdekor - Begründung: geschichtlich, städtebaulich - Schutzumfang: Kaufhaus Jacobsen (Kehdenstraße 1; Alter Markt 1, 2, 3; Holstenstraße 2, 4, 6, 8, 10, 12) | weitere Fotos \| Fotos hochladen |
| 53210     | Dänische Straße 15, 18, 20, 22, 30 (54° 19′ 26″ N, 10° 8′ 27″ O) | Wohn- und Geschäftshäuser Dänische Straße | Wohn- und Geschäftshäuser Dänische Straße; 1866 – Anfang 20. Jh.; Abschnitt zwischen Klosterplatz und Burgstraße, in geschlossener Bauweise mehrheitlich viergeschossige, traufständige Backsteingebäude mit repräsentativen historisierenden Putzfassaden auf schmalen Grundstücken, Zwerchhäuser, Gauben, Kieler Dächer - Begründung: geschichtlich, künstlerisch, städtebaulich - Schutzumfang: Wohn- und Geschäftshäuser Dänische Straße 15, 18, 20, 22, 30 | Fotos hochladen                  |

## Bauliche Anlagen
| Objekt-ID      | Lage                                                                                      | Offizielle Bezeichnung                         | Beschreibung | Bild                             |
| -------------- | ----------------------------------------------------------------------------------------- | ---------------------------------------------- | --- | -------------------------------- |
| 11943          | Alter Markt 8 (54° 19′ 25″ N, 10° 8′ 20″ O)                                               | Wohn- und Geschäftshaus                        | Wohn- und Geschäftshaus; 1893/94, Carl Imhoff für J. Lange; viergeschossiger Backsteinbau, Mittelachse betont von neogotischem Zier-Treppengiebel, Fassadengliederung durch Lisenen und Zierfriese und Backsteinpolychromie - Begründung: geschichtlich, städtebaulich - Schutzumfang: gesamtes Objekt - Denkmaltyp: Bauliche Anlage | weitere Fotos \| Fotos hochladen |
| 47475          | Alter Markt 13 (54° 19′ 24″ N, 10° 8′ 24″ O)                                              | Wohn- und Geschäftshaus                        | Wohn- und Geschäftshaus; 1903; viergeschossiger traufständiger Putzbau unter Kieler Dach, Fassade mit mittleren Kastenerker mit Altanabschluss und seitlichen Balkonen, Pilastergliederung und figürliche Putzierfelder - Begründung: geschichtlich, städtebaulich - Schutzumfang: gesamtes Äußeres - Denkmaltyp: Bauliche Anlage | weitere Fotos \| Fotos hochladen |
| 24798          | Alter Markt 15 (54° 19′ 24″ N, 10° 8′ 23″ O)                                              | Marktpavillon                                  | Marktpavillon; 1971–1972, Wilhelm Neveling; kleine eingeschossige Stahlskelettkonstruktion auf sechseckigem Grundriss, verglast, flaches Satteldach mit rhombenförmiger Kupferverkleidung - Begründung: geschichtlich, künstlerisch, städtebaulich - Schutzumfang: gesamtes Objekt - Denkmaltyp: Bauliche Anlage, Sachgesamtheit: Alter Markt | Fotos hochladen                  |
| 24797          | Alter Markt 16 (54° 19′ 23″ N, 10° 8′ 23″ O)                                              | Marktpavillon                                  | Marktpavillon; 1971–1972, Wilhelm Neveling; zweigeschossige mehrgliedrige Stahlskelettkonstruktion, Grundriss vom Sechseck abgeleitet, verglast, flache Satteldächer mit rhombenförmiger Kupferverkleidung - Begründung: geschichtlich, künstlerisch, städtebaulich - Schutzumfang: gesamtes Objekt - Denkmaltyp: Bauliche Anlage, Sachgesamtheit: Alter Markt | weitere Fotos \| Fotos hochladen |
| 24796          | Alter Markt 17 (54° 19′ 23″ N, 10° 8′ 22″ O)                                              | Marktpavillon                                  | Marktpavillon; 1971–1972, Wilhelm Neveling; zweigeschossige Stahlskelettkonstruktion auf sechseckigem Grundriss, verglast, Untergeschoss Betonskelett, flache Satteldächer mit rhombenförmiger Kupferverkleidung - Begründung: geschichtlich, künstlerisch, städtebaulich - Schutzumfang: gesamtes Objekt - Denkmaltyp: Bauliche Anlage, Sachgesamtheit: Alter Markt | weitere Fotos \| Fotos hochladen |
| 24795          | Alter Markt 18 – 20 (54° 19′ 24″ N, 10° 8′ 20″ O)                                         | Marktpavillon                                  | Marktpavillon; 1971–1972, Wilhelm Neveling; mehrgliedrige ein- und zweigeschossige Stahlskelettkonstruktion, Grundriss vom Sechseck abgeleitet, verglast, Untergeschoss Betonskelett, balkonartige Galerie, flache Satteldächer mit rhombenförmiger Kupferverkleidung - Begründung: geschichtlich, künstlerisch, städtebaulich - Schutzumfang: gesamtes Objekt - Denkmaltyp: Bauliche Anlage, Sachgesamtheit: Alter Markt | weitere Fotos \| Fotos hochladen |
| 3234           | Alter Markt 17 – 19 (54° 19′ 23″ N, 10° 8′ 22″ O)                                         | Kellergewölbe Altes Rathaus                    | Alteintragung (Aktualisierung vorgesehen) - Begründung: geschichtlich, wissenschaftlich, künstlerisch, städtebaulich - Schutzumfang: Alteintragung (Aktualisierung vorgesehen) - Denkmaltyp: Bauliche Anlage, Sachgesamtheit: Alter Markt | Fotos hochladen                  |
| 3167 Wikidata  | Alter Markt (54° 19′ 23″ N, 10° 8′ 23″ O)                                                 | Bronzestandbild „Geistkämpfer“                 | Alteintragung (Aktualisierung vorgesehen) - Begründung: Alteintragung (Aktualisierung vorgesehen) - Schutzumfang: Alteintragung (Aktualisierung vorgesehen) - Denkmaltyp: Bauliche Anlage | weitere Fotos \| Fotos hochladen |
| 3217 Wikidata  | Alter Markt (54° 19′ 22″ N, 10° 8′ 25″ O)                                                 | Kirche St. Nikolai                             | Alteintragung (Aktualisierung vorgesehen) - Begründung: geschichtlich, künstlerisch, städtebaulich - Schutzumfang: gesamtes Objekt - Denkmaltyp: Bauliche Anlage | weitere Fotos \| Fotos hochladen |
| 12133 Wikidata | Schlossplatz 1 (ehemals Burgstraße 3) (54° 19′ 27″ N, 10° 8′ 36″ O)                       | Kieler Schloss                                 | Alteintragung (Aktualisierung vorgesehen) - Begründung: geschichtlich - Schutzumfang: Alteintragung (Aktualisierung vorgesehen) - Denkmaltyp: Bauliche Anlage | weitere Fotos \| Fotos hochladen |
| 1289           | Schlossplatz 1 (ehemals Burgstraße 3) (54° 19′ 27″ N, 10° 8′ 36″ O)                       | Schloss-Neubau mit historischen Kellergewölben | Alteintragung (Aktualisierung vorgesehen) - Begründung: Alteintragung (Aktualisierung vorgesehen) - Schutzumfang: Alteintragung (Aktualisierung vorgesehen) - Denkmaltyp: Bauliche Anlage | Fotos hochladen                  |
| 9902           | Schlossplatz 1 (ehemals Burgstraße 3) (54° 19′ 28″ N, 10° 8′ 33″ O)                       | Spolien des Vorgängerbaus                      | Alteintragung (Aktualisierung vorgesehen) - Begründung: Alteintragung (Aktualisierung vorgesehen) - Schutzumfang: Alteintragung (Aktualisierung vorgesehen) - Denkmaltyp: Bauliche Anlage | weitere Fotos \| Fotos hochladen |
| 13544 Wikidata | Schlossplatz 1 (ehemals Burgstraße 3) (54° 19′ 28″ N, 10° 8′ 35″ O)                       | Landeshalle                                    | Alteintragung (Aktualisierung vorgesehen) - Begründung: Alteintragung (Aktualisierung vorgesehen) - Schutzumfang: Alteintragung (Aktualisierung vorgesehen) - Denkmaltyp: Bauliche Anlage | weitere Fotos \| Fotos hochladen |
| 13548 Wikidata | Schlossplatz 1 (ehemals Burgstraße 3) (54° 19′ 30″ N, 10° 8′ 36″ O)                       | Prinzengarten                                  | Alteintragung (Aktualisierung vorgesehen) - Begründung: geschichtlich, künstlerisch, städtebaulich - Schutzumfang: gesamtes Objekt - Denkmaltyp: Gründenkmal | weitere Fotos \| Fotos hochladen |
| 13549 Wikidata | Schlossplatz 1 (ehemals Burgstraße 3) (54° 19′ 30″ N, 10° 8′ 35″ O)                       | Brunnen „Herbststimmung“                       | Alteintragung (Aktualisierung vorgesehen) - Begründung: Alteintragung (Aktualisierung vorgesehen) - Schutzumfang: Alteintragung (Aktualisierung vorgesehen) - Denkmaltyp: Bauliche Anlage | weitere Fotos \| Fotos hochladen |
| 13551          | Schlossplatz 1 (ehemals Burgstraße 3) (54° 19′ 30″ N, 10° 8′ 39″ O)                       | Denkmal für die Werftarbeiter                  | Alteintragung (Aktualisierung vorgesehen) - Begründung: Alteintragung (Aktualisierung vorgesehen) - Schutzumfang: Alteintragung (Aktualisierung vorgesehen) - Denkmaltyp: Bauliche Anlage | weitere Fotos \| Fotos hochladen |
| 13552          | Schlossplatz 1 (ehemals Burgstraße 3) (54° 19′ 29″ N, 10° 8′ 39″ O)                       | Eiche                                          | Alteintragung (Aktualisierung vorgesehen) - Begründung: geschichtlich, wissenschaftlich, städtebaulich - Schutzumfang: gesamtes Objekt - Denkmaltyp: Gründenkmal | weitere Fotos \| Fotos hochladen |
| 11718          | Burgstraße 4 (54° 19′ 27″ N, 10° 8′ 31″ O)                                                | Wohn- und Geschäftshaus                        | Wohn- und Geschäftshaus; 1904/05, Karl Brammer/Paulsen und Lüttjohann; viergeschossiges Wohn- und Geschäftshaus unter ausgebautem Satteldach, reich verzierte Fassade mit antikisierendem figürlichem Stuck - Begründung: geschichtlich, künstlerisch, städtebaulich - Schutzumfang: gesamtes Äußeres - Denkmaltyp: Bauliche Anlage | weitere Fotos \| Fotos hochladen |
| 13725 Wikidata | Schlossplatz 2 (ehemals Burgstraße 5) (54° 19′ 25″ N, 10° 8′ 35″ O)                       | Konzertsaal mit Förde-Foyer                    | Alteintragung (Aktualisierung vorgesehen) - Begründung: Alteintragung (Aktualisierung vorgesehen) - Schutzumfang: Alteintragung (Aktualisierung vorgesehen) - Denkmaltyp: Bauliche Anlage | weitere Fotos \| Fotos hochladen |
| 13550 Wikidata | Schlossplatz 2 (ehemals Burgstraße 5) (54° 19′ 26″ N, 10° 8′ 34″ O)                       | Bronzestatue „Lauschende“                      | Alteintragung (Aktualisierung vorgesehen) - Begründung: Alteintragung (Aktualisierung vorgesehen) - Schutzumfang: Alteintragung (Aktualisierung vorgesehen) - Denkmaltyp: Bauliche Anlage | weitere Fotos \| Fotos hochladen |
| 8471           | Dänische Straße 15 (54° 19′ 27″ N, 10° 8′ 27″ O)                                          | Wohn- und Geschäftshaus                        | Wohn- und Geschäftshaus; 1907, unter Beteiligung von Architekt Johann Theede; viergeschossig mit zurückspringendem Dachgeschoss, Blendfassade in Granit, breiter Kastenerker, vorgelegte Balkone - Begründung: geschichtlich, künstlerisch, städtebaulich - Schutzumfang: gesamtes Objekt - Denkmaltyp: Bauliche Anlage, Mehrheit von baulichen Anlagen: Wohn- und Geschäftshäuser Dänische Straße | weitere Fotos \| Fotos hochladen |
| 3163 Wikidata  | Dänische Straße 19 (54° 19′ 28″ N, 10° 8′ 28″ O)                                          | Warleberger Hof (Stadtmuseum)                  | Alteintragung (Aktualisierung vorgesehen) - Begründung: Alteintragung (Aktualisierung vorgesehen) - Schutzumfang: Alteintragung (Aktualisierung vorgesehen) - Denkmaltyp: Bauliche Anlage | weitere Fotos \| Fotos hochladen |
| 11858          | Dänische Straße 22 (54° 19′ 26″ N, 10° 8′ 27″ O)                                          | Lüneburg-Haus                                  | Wohn- und Geschäftshaus; 1903/04, Architekt Carl Reimers; viergeschossig mit ausgebautem Dachgeschoss, Backstein-/Putzfassade asymmetrisch angelegt, Erker mit geschweifter Haube, verglaste Loggia, Zwerchgiebel, Ladenzone im Erdgeschoss mit schwarzem poliertem Granit - Begründung: geschichtlich, künstlerisch, städtebaulich - Schutzumfang: gesamtes Objekt - Denkmaltyp: Bauliche Anlage, Mehrheit von baulichen Anlagen: Wohn- und Geschäftshäuser Dänische Straße | weitere Fotos \| Fotos hochladen |
| 1288           | Dänische Straße 44 (54° 19′ 29″ N, 10° 8′ 34″ O)                                          | Schloss-Rantzauflügel mit Freitreppe           | Alteintragung (Aktualisierung vorgesehen) - Begründung: Alteintragung (Aktualisierung vorgesehen) - Schutzumfang: Alteintragung (Aktualisierung vorgesehen) - Denkmaltyp: Bauliche Anlage | weitere Fotos \| Fotos hochladen |
| 3168 Wikidata  | Dänische Straße (54° 19′ 28″ N, 10° 8′ 30″ O)                                             | Bronzefigur „Kilia“                            | Alteintragung (Aktualisierung vorgesehen) - Begründung: geschichtlich, künstlerisch - Schutzumfang: gesamtes Objekt - Denkmaltyp: Bauliche Anlage | weitere Fotos \| Fotos hochladen |
| 11414 Wikidata | Dänische Straße (54° 19′ 26″ N, 10° 8′ 24″ O)                                             | Kandelaber                                     | Kandelaber; Alteintragung (Aktualisierung vorgesehen) - Begründung: geschichtlich, künstlerisch - Schutzumfang: gesamtes Objekt - Denkmaltyp: Bauliche Anlage | weitere Fotos \| Fotos hochladen |
| 47474          | Dänische Straße u. a. (Dänische Straße 2-6, Alter Markt 12) (54° 19′ 25″ N, 10° 8′ 23″ O) | Wohn- und Geschäftshaus („Nebendahl-Haus“)     | Wohn- und Geschäftshaus („Nebendahl-Haus“); 1959; fünfgeschossiger traufständiger Putzbau unter Walmdach, viergeschossiger Flügel, Fenster in Werksteinblenden gruppiert, Erker mit Werksteindetails unter vergoldetem Dach; bauzeitliche Treppenhausgestaltung - Begründung: geschichtlich, städtebaulich - Schutzumfang: gesamtes Äußeres und Treppenhaus - Denkmaltyp: Bauliche Anlage | weitere Fotos \| Fotos hochladen |
| 11475          | Falckstraße 4 (54° 19′ 27″ N, 10° 8′ 24″ O)                                               | Polizeiwache                                   | Polizeiwache; 1878, Umbau 1911, Baurat Georg Lohr, Regierungsbaumeister Wojahn; dreigeschossiger Backsteinbau, stichbogige Fenster in profilierten Nischen, Rundbogenfenster auf durchlaufendem Sohlbankgesims im Obergeschoss, gusseiserne Wappen - Begründung: geschichtlich, städtebaulich - Schutzumfang: gesamtes Objekt - Denkmaltyp: Bauliche Anlage | weitere Fotos \| Fotos hochladen |
| 53425          | Falckstraße 6-14 (54° 19′ 29″ N, 10° 8′ 24″ O)                                            | Mietwohnungsblock                              | Mietwohnungsblock; 1953/54, Architekt Wilhelm Neveling, Bauherr Kieler Wohnungsbaugenossenschaft; viergeschossiger Mauerwerksbau mit Betonwerksteinbändern, leicht ausgebildete Dreiflügelanlage mit Eckerker - Begründung: geschichtlich, städtebaulich - Schutzumfang: gesamtes Objekt - Denkmaltyp: Bauliche Anlage | Fotos hochladen                  |
| 3202           | Haßstraße 5b (54° 19′ 25″ N, 10° 8′ 16″ O)                                                | ehem. Synagoge                                 | 1869 wurde an dieser Stelle eine dreigeschossige Synagoge errichtet. Als dieses Gebäude der jüdischen Gemeinde nicht mehr ausreichend Platz bot, erfolgte der Bau einer neuen, größeren Synagoge in der Goethestraße. Die alte Synagoge wurde veräußert und in den folgenden Jahrzehnten gewerblich genutzt. Im Zweiten Weltkrieg wurde das Gebäude nahezu vollständig zerstört; erhalten geblieben waren Fassadenreste des Sockelgeschosses, diese wurden August 2019 zugunsten eines Neubaus von Mietwohnungen abgerissen, die restliche Fassade wurde in den Neubau integriert. Alteintragung (Aktualisierung vorgesehen) - Begründung: geschichtlich, künstlerisch, städtebaulich - Schutzumfang: Alteintragung (Aktualisierung vorgesehen) - Denkmaltyp: Bauliche Anlage | weitere Fotos \| Fotos hochladen |
| 8486           | Haßstraße 13 – 15 (54° 19′ 27″ N, 10° 8′ 17″ O)                                           | ehem. Lagerhaus                                | Alteintragung (Aktualisierung vorgesehen) - Begründung: geschichtlich, künstlerisch, städtebaulich - Schutzumfang: gesamtes Objekt - Denkmaltyp: Bauliche Anlage | Fotos hochladen                  |
| 9387           | Haßstraße 22 – 26 (54° 19′ 28″ N, 10° 8′ 18″ O)                                           | „Pumpe“                                        | Alteintragung (Aktualisierung vorgesehen) - Begründung: geschichtlich, wissenschaftlich, künstlerisch, städtebaulich - Schutzumfang: gesamtes Objekt - Denkmaltyp: Bauliche Anlage | weitere Fotos \| Fotos hochladen |
| 53277          | Holstenstraße 17 (54° 19′ 21″ N, 10° 8′ 19″ O)                                            | Geschäftshaus Hartung                          | Geschäftshaus Hartung; 1950er Jahre; fünfgeschossiges Kaufhaus, Natursteinfassade, 1. OG. breiter gerundeter Schaufenstererker, überkragendes Dach auf Konsolgesims - Begründung: geschichtlich, städtebaulich - Schutzumfang: gesamtes Objekt - Denkmaltyp: Bauliche Anlage | BW                               |
| 3222 Wikidata  | Klosterkirchhof 2 – 6 (54° 19′ 28″ N, 10° 8′ 22″ O)                                       | ehem. Franziskanerkloster                      | Alteintragung (Aktualisierung vorgesehen) - Begründung: geschichtlich, künstlerisch, städtebaulich - Schutzumfang: ehem. Franziskanerkloster, Grabplatten - Denkmaltyp: Bauliche Anlage | weitere Fotos \| Fotos hochladen |
| 11942 Wikidata | Martensdamm 6 – 7 (54° 19′ 27″ N, 10° 8′ 11″ O)                                           | Landesbank Schleswig-Holstein                  | Heute Sitz der HSH Nordbank; Alteintragung (Aktualisierung vorgesehen) - Begründung: geschichtlich, künstlerisch - Schutzumfang: Alteintragung (Aktualisierung vorgesehen) - Denkmaltyp: Bauliche Anlage | weitere Fotos \| Fotos hochladen |
| 7187           | Jensendamm (54° 19′ 29″ N, 10° 8′ 25″ O)                                                  | Stadtmauer-Reste (Parkplatz „Alte Feuerwache“) | (vormals Jensendamm Parkplatz „Alte Feuerwache“): Alteintragung (Aktualisierung vorgesehen) - Begründung: Alteintragung (Aktualisierung vorgesehen) - Schutzumfang: Alteintragung (Aktualisierung vorgesehen) - Denkmaltyp: Bauliche Anlage | weitere Fotos \| Fotos hochladen |
| 3274 Wikidata  | Wall 47 / 51 (54° 19′ 18″ N, 10° 8′ 34″ O)                                                | Sartori & Berger-Speicher                      | August Sartori; Alteintragung (Aktualisierung vorgesehen) - Begründung: Alteintragung (Aktualisierung vorgesehen) - Schutzumfang: Alteintragung (Aktualisierung vorgesehen) - Denkmaltyp: Bauliche Anlage | weitere Fotos \| Fotos hochladen |
| 12703          | Wall 47 / 51 (54° 19′ 18″ N, 10° 8′ 33″ O)                                                | Gleisanlage der Hafenbahn                      | Alteintragung (Aktualisierung vorgesehen) - Begründung: geschichtlich, städtebaulich - Schutzumfang: Alteintragung (Aktualisierung vorgesehen) - Denkmaltyp: Bauliche Anlage | Fotos hochladen                  |
| 3273           | Wall 65 (54° 19′ 22″ N, 10° 8′ 37″ O)                                                     | ehem. Fischhalle (Schifffahrtsmuseum)          | Alteintragung (Aktualisierung vorgesehen) - Begründung: Alteintragung (Aktualisierung vorgesehen) - Schutzumfang: Alteintragung (Aktualisierung vorgesehen) - Denkmaltyp: Bauliche Anlage | Fotos hochladen                  |

## Bewegliche Kulturdenkmale
| Objekt-ID     | Lage                                                    | Offizielle Bezeichnung             | Beschreibung | Bild                                    |
| ------------- | ------------------------------------------------------- | ---------------------------------- | --- | --------------------------------------- |
| 3236          | ()                                                      | Notgeldsammlung Dr. Rasmussen      | Einzelne Exponate der Sammlung sind online abrufbar über das virtuelle Münzkabinett KENOM. - Begründung: geschichtlich, künstlerisch - Schutzumfang: Notgeldsammlung Dr. Rasmussen | Direkt Bild zu diesem Denkmal hochladen |
| 3162          | ()                                                      | Codex Jütisches Recht              | Codex Jütisches Recht - Begründung: geschichtlich, wissenschaftlich - Schutzumfang: Codex Jütisches Recht | Direkt Bild zu diesem Denkmal hochladen |
| 7330 Wikidata | (Museumsbrücke Seegarten) (54° 19′ 22″ N, 10° 8′ 42″ O) | Dampfschiff Tonnenleger „Bussard“  | Begründung: geschichtlich, technisch - Schutzumfang: Dampfschiff Tonnenleger „Bussard“ | weitere Fotos \| Fotos hochladen        |
| 6309 Wikidata | (Seegartenbrücke) (54° 19′ 24″ N, 10° 8′ 43″ O)         | Passagier-Motorschiff „Stadt Kiel“ | Begründung: geschichtlich, technisch - Schutzumfang: Passagier-Motorschiff „Stadt Kiel“ | weitere Fotos \| Fotos hochladen        |
| 53181         | ()                                                      | Rennyacht „Düsselboot“             | Düsselboot; 1980/81, Yachtwerft Wedel, Konstrukteure Friedrich Judel und Rolf Vrolijk; einmastige Hochsee-Rennyacht aus GFK in Verbundbauweise (Basa-Hirnholz und Aramidfasern) mit 11,90 m Rumpflänge, sog. 40' Racing Slup - Begründung: geschichtlich, technisch - Schutzumfang: Rennyacht „Düsselboot“ | Direkt Bild zu diesem Denkmal hochladen |
| 51396         | ()                                                      | Technische Sammlung Rudolf Hell    | Technische Sammlung Rudolf Hell; bestehend aus 24 Geräten der Nachrichten- und Faksimiletechnik aus der Entwicklung und Produktion des Kieler Unternehmers Rudolf Hell - Begründung: geschichtlich, wissenschaftlich, technisch - Schutzumfang: 24 Geräte                                                  | Direkt Bild zu diesem Denkmal hochladen |

## Quelle
- Liste der Kulturdenkmale in Schleswig-Holstein – Landeshauptstadt Kiel (PDF)

- Karte mit allen Koordinaten:
- OSM |
- WikiMap